# Columbia Mountains
De Columbia Mountains zijn een gebergte in Canada en de Verenigde Staten. Het gebergte ligt grotendeels in de Canadese provincie Brits-Columbia, maar delen liggen in de Amerikaanse staten Montana, Idaho en Washington. Het gebied heeft een oppervlakte van zo’n 136.000 km². Hiervan ligt 75% in Canada en de overige 25% in de Verenigde Staten. Het gebied wordt in het oosten begrensd door de slenk Rocky Mountains Trench. In de Verenigde Staten wordt het gebied in geografische classificaties vaak als deel van de Rocky Mountains gezien, net als de Bitterroot Range die ten zuiden van de Purcell Mountains liggen. In Canada worden de Columbia Mountains echter als een apart gebergte beschouwd die geen deel uitmaken van de Rocky Mountains, maar wel deel uitmaken van het ruimere Intermountain West (tezamen met andere gebergtes en hoogplateaus als de Great Basin Ranges en de Bitterroot Range). In het westen grenst het gebied aan de rand van het Interior Plateau.
In het zuiden wordt de loop van de rivieren de Kootenay, de Pend Oreille en de Spokane als grens van de Columbia Mountains beschouwd. Soms rekent men de Cabinet en Salish Mountains (aan de overzijde van de Kootenai) ook nog tot de ruimere Columbia Mountains, waardoor de zuidgrens in dat geval bij de Clark Fork ligt. Aan de overzijde van deze laatste rivier ligt de Bitterroot Range.
Het hoogste punt van het gebergte is de 3.519 meter hoge Mount Sir Sandford in de Selkirk Mountains.
De Columbia Mountains bestaan uit volgende bergketens, van oost naar west:
- Purcell Mountains
- Selkirk Mountains
- Monashee Mountains
- Cariboo Mountains

## Purcell Mountains
De Purcell Mountains worden over hun gehele lengte aan de oostzijde begrensd door de Rocky Mountain Trench. Ten westen van de Purcells ligt de zogeheten Purcell Trench. In deze laagte stromen (van zuid naar noord) de Beaver River, Duncan River (met Duncan Lake) en de Kootenay River (met Kootenay Lake).
De Purcell Mountains zijn zeer dunbevolkt. In de valleien rond deze bergketen liggen echter wel enkele grotere plaatsen zoals Creston, Kimberley en Cranbrook. In het zuiden eindigen de Purcells bij de vallei van de Kootenai River (deels gevuld door het stuwmeer Lake Koocanusa).

## Selkirk Mountains
De Selkirk Mountains zijn ongeveer 320 kilometer lang en starten in het noorden van Idaho en Washington en eindigen in het noorden bij de Big Bend van de Columbia. Deze bocht werd in de jaren 70 van de twintigste eeuw onder water gezet door de aanleg van het stuwmeer Kinbasket Lake. Sommigen leggen het meest zuidelijke einde van deze bergen bij Mica Peak en de Spokane nabij de stad Spokane. Een meer noordelijke zuidgrens is de loop van de Pend Oreille rivier.
Tussen de Selkirk en de Monashee Mountains ligt de vallei van de Columbia met onder meer het stadje Revelstoke. Hier vertrekt eveneens de Canadian Pacific Railway en de Trans-Canada Highway die beiden via Rogers Pass de Selkirk Mountains oversteken. Aan de oostzijde dalen ze de pas af via de vallei van de Bear River. Langs deze weg liggen eveneens de twee nationale parken van de Selkirks: Mount Revelstoke National Park en Glacier Nationaal Park. In het noordoosten wordt de bergketen begrensd door de Columbia die daar in de Rocky Mountain Trench loopt. Ten zuiden van de monding van de Bear River in de Columbia geldt de zogeheten Purcell Trench als oostelijke grens. In deze stromen de Beaver River, Duncan River (met Duncan Lake) en de Kootenay River (met Kootenay Lake). De Kootenay River is een van de weinige rivieren die de Selkirk Mountains doorklieft van oost naar west. Hier liggen onder meer de nederzetting Nelson aan deze rivier en middenin de Selkirks.
De Selkirk Mountains zijn geologisch ouder dan de Rocky Mountains, die aan de overzijde van de Rocky Mountain Trench liggen. In het zuiden van de Selkirks bestaat er een schilderachtige route die rond het zuidelijke deel van de Selkirk Mountains loopt: de International Selkirk Loop. In het Amerikaanse deel van de Selkirks ligt het Colville National Forest.
De bergketen werd vernoemd naar de Schot Thomas Douglas, de vijfde graaf van Selkirk en sponsor van emigranten naar Canada.

## Monashee Mountains
De Monashee Mountains zijn ongeveer 530 kilometer lang en zo'n 150 kilometer breed. De hoogste berg is Mount Monashee (3274 m). De naam verwijst naar het Gaelic monadh en sith ("berg" en "vrede").
Ten oosten van de Monashee Mountains ligt de Rocky Mountain Trench (met het noordelijke deel van het Kinbasket Lake) en de vallei van de Columbia (met onder meer het Arrow Lakes Reservoir). Aan de andere zijde van de Rocky Mountain Trench liggen de Rocky Mountains en aan de andere zijde van de Columbia liggen de Selkirks. Ten westen van de Monashee Mountains ligt de bovenloop van de North Thompson River (met het plaatsje Blue River) en het Interior Plateau van Brits-Columbia. In het uiterste noorden versmalt de bergketen zich om te eindigen ten zuiden van Valemount. Het zuidelijke einde van de bergketen ligt in de Verenigde Staten en wordt gevormd door de Kettle River Range. Deze eindigt in het zuiden bij de Columbia. Een van de zuidelijkste hoge toppen van de Monashee Mountains is Copper Butte (2177 m), ten oosten van het plaatsje Republic.